# La Comelle
La Comelle es una comuna francesa situada en el departamento de Saona y Loira, en la región Borgoña-Franco Condado.

## Demografía
| 403 | 370 | 310 | 268 | 232 | 199 | 232 |
| Para los censos de 1962 a 1999 la población legal corresponde a la población sin duplicidades (Fuente: INSEE [Consultar]) |     |     |     |     |     |     |